# Nus
Nus (pron. fr. AFI: [nys] ) è un comune italiano di 2 927 abitanti della Valle d'Aosta.

## Geografia fisica

### Territorio
Nus si trova nella valle centrale della Dora Baltea, a circa 12 chilometri a est di Aosta.
Sopra il paese, sulla destra orografica della Dora, si estende il Vallone di Saint-Barthélemy, che si incunea tra la Valpelline e la Valtournenche. Il punto di massima elevazione è la Becca de Luseney a 3504 metri.
- Classificazione sismica: zona 4 (sismicità molto bassa)[4]

### Clima
Nel capoluogo situato a circa 500 metri di altitudine il clima è caratterizzato inverni freddi con precipitazioni sovente nevose, ma può capitare che alcuni giorni siano mitigati dal favonio. Le estati solitamente sono calde e ventose. Le precipitazioni sono presenti tutto l'anno, ma si concentrano in primavera e autunno. Salendo verso le frazioni più elevate il clima diventa di tipo alpino con inverni molto freddi e nevosi ed estati fresche.

## Origini del nome
Contrariamente alle regole di pronuncia della lingua francese standard, la "s" finale del toponimo Nus si pronuncia.
Il toponimo latino è Nucetum; Nus deriva dal latino nonus, in quanto Nus si trova Ad nonum ab Augusta lapidem, a nove miglia romane da Augusta Prætoria Salassorum (l'odierna Aosta) lungo la Via consolare delle Gallie.

## Storia
La presenza di insediamenti già in epoca romana sono stati confermati dal ritrovamento di monete, laterizi e altri oggetti presso il castello di Pilato, chiamato così secondo una leggenda, per cui il procuratore romano Ponzio Pilato soggiornò in questo castello mentre si recava a Vienne, in Gallia, dove era stato esiliato da Caligola.
Il periodo medievale fu caratterizzato dal dominio della famiglia dei Signori di Nus, che esercitarono la loro autorità sul territorio dal XI al XVI secolo. A loro appartennero il castello del borgo e la fortezza all'imbocco del vallone di Saint-Barthélemy. Ancora oggi, le figure dei signori di Nus sono le principali nella sfilata del carnevale locale.
Da Nus, in epoca romana, passava la via delle Gallie, strada romana consolare fatta costruire da Augusto per collegare la Pianura Padana con la Gallia.
In epoca fascista, il comune incluse quello di Fénis.

### Simboli
Lo stemma comunale e il gonfalone sono stati concessi con decreto del presidente della Repubblica del 26 gennaio 1987.
Rose e gigli sono ripresi dal blasone dei nobili de Nus, baroni di Nus e signori di Rhins, dove lo sfondo era interamente rosso, mentre in quello del comune è partito di rosso e di nero, a simboleggiare le due comunità parrocchiali di Saint-Hilaire e di Saint-Barthélemy.
Il gonfalone è un drappo di bianco.

## Monumenti e luoghi d'interesse

### Architetture militari
- Il Castello di Nus, costruito dalla famiglia Challant nel 1350 sull'alto promontorio sopra al borgo in loc. Plane.
- Il castello di Pilato del XII - XIII secolo, nel borgo di Nus.
- la casaforte di Moralley o Moraley, a Plantayes
- la torre di segnalazione "Tör di Sarrazins", a valle della frazione crollata di Rovettaz[9]

### Architetture religiose
- La chiesa di Sant’Ilario (1153)
- La chiesa di Saint-Barthélemy
- Il campanile della Chiesa parrocchiale del XVI secolo
- Nell'alto vallone di Saint-Barthélemy si trova il santuario di Cunéy, meta di pellegrinaggio già nell'antichità, dedicato alla Madonna delle Nevi, ogni 5 agosto.
- La cappella di San Giovanni al borgo, già attestata nel 1236

### Architetture civili
- Osservatorio astronomico e planetario di Saint-Barthélemy, in località Lignan
- in via del Risorgimento sorge una casa cinquecentesca, simile a un'altra casa cinquecentesca sita a Chambave.

### Siti archeologici
- l'insediamento protostorico di Lignan, composto di due castellieri
- sito archeologico sopra quota 2000 m presso il colle Pierrey
- villa romana di Les Granges

### Aree naturali
- La Riserva naturale Les Îles è una zona umida vicino alla Dora istituita nel 1995 sui territori comunali di Brissogne, Nus, Quart e Saint-Marcel.[10]
- Gli ambienti calcarei d'alta quota attorno al Lago Tsan, sito di interesse comunitario (cod. IT1205081, 453 ha) nei comuni di Nus e Torgnon

## Società

### Evoluzione demografica
Abitanti censiti

### Lingue e dialetti
Come nel resto della regione, anche in questo comune è diffuso il patois valdostano.

## Cultura

### Musei
- Museo all'aperto dell'artista Carlo Tassi (1928-2013)[12][13]
- Museo parrocchiale nella Chiesa di Saint-Barthélemy, in località Lignan - Saint-Barthélemy

#### L'Osservatorio astronomico
Presso il villaggio di Lignan, nel vallone di Saint-Barthélemy, si trova l'Osservatorio Astronomico della Regione Autonoma Valle d'Aosta con un planetario. Nel 2020 è stato il primo Osservatorio Astronomico italiano ad ottenere la certificazione Starlight Stellar Park, rilasciata dalla Fundación Starlight.

### Cucina
Una pasticceria di Nus produce i baci di Nus, dei biscotti la cui ricetta deriva dal troillet, un biscotto che nasce dal residuo della torchiatura delle noci quando si fa l'olio, con l'aggiunta di burro e cioccolato fondente sul modello dei baci di dama piemontesi.

## Infrastrutture e trasporti

### Autolinee
Nus è collegato con il resto della valle centrale tramite l'autolinea Aosta - Pont-Saint-Martin operata dalla SAVDA. È presente anche l'autolinea Aosta - Saint-Barthélemy che collega l'omonimo vallone a monte del capoluogo con il capoluogo regionale. Entrambe le autolinee vengono effettuate con cadenza giornaliera.

### Ferrovie
Il paese ha una propria stazione ferroviaria a poche centinaia di metri dal centro. La stazione si trova sulla ferrovia Aosta-Chivasso.

## Economia
Come in molti comuni valdostani anche nel comune di Nus si produce energia idroelettrica. La centrale omonima sfrutta le acque dei torrenti Saint-Barthélemy, Chaléby e Comba d'Èche. La centrale idroelettrica di Quart, sempre sul territorio comunale a dispetto del nome, sfrutta le acque della Dora Baltea e del torrente Buthier. Entrambi gli impianti sono in gestione alla CVA.

## Amministrazione
Fa parte dell'Unité des Communes valdôtaines Mont-Émilius.
Di seguito è presentata una tabella relativa alle amministrazioni che si sono succedute in questo comune.
| Periodo          | Periodo          | Primo cittadino    | Partito      | Carica  | Note   |
| ---------------- | ---------------- | ------------------ | ------------ | ------- | ------ |
| 25 luglio 1988   | 26 maggio 1990   | Augusto Pellegrino | -            | Sindaco | [ 17 ] |
| 26 maggio 1990   | 29 maggio 1995   | Augusto Pellegrino | -            | Sindaco | [ 17 ] |
| 10 giugno 1995   | 8 maggio 2000    | Silvio Trione      | -            | Sindaco | [ 17 ] |
| 8 maggio 2000    | 9 maggio 2005    | Gian Marco Grange  | lista civica | Sindaco | [ 17 ] |
| 9 maggio 2005    | 24 maggio 2010   | Gian Marco Grange  | lista civica | Sindaco | [ 17 ] |
| 24 maggio 2010   | 11 maggio 2015   | Elida Baravex      | lista civica | Sindaco | [ 17 ] |
| 11 maggio 2015   | 18 dicembre 2017 | Elida Baravex      | lista civica | Sindaco | [ 17 ] |
| 18 dicembre 2017 | in carica        | Camillo Rosset     | lista civica | Sindaco | [ 17 ] |

### Gemellaggi
- Marignier, dal 1994

## Sport

### Pallavolo
La squadra del paese è il Fenusma Volley, che milita in Prima Divisione Valle d'Aosta. La squadra racchiude sotto un unico titolo sportivo le municipalità di Fénis - presso la cui palestra comunale gioca le partite casalinghe - Nus e Saint-Marcel.

### Sport invernali

#### Sci nordico
Nei pressi della frazione Porliod è presente una stazione sciistica con circa 30 km di piste. Nella parte finale delle piste da fondo e del percorso in ciaspole, è presente il Rifugio Magià.

### Sport tradizionali
In questo comune si gioca a palet e a tsan, caratteristici sport tradizionali valdostani.

## Galleria d'immagini

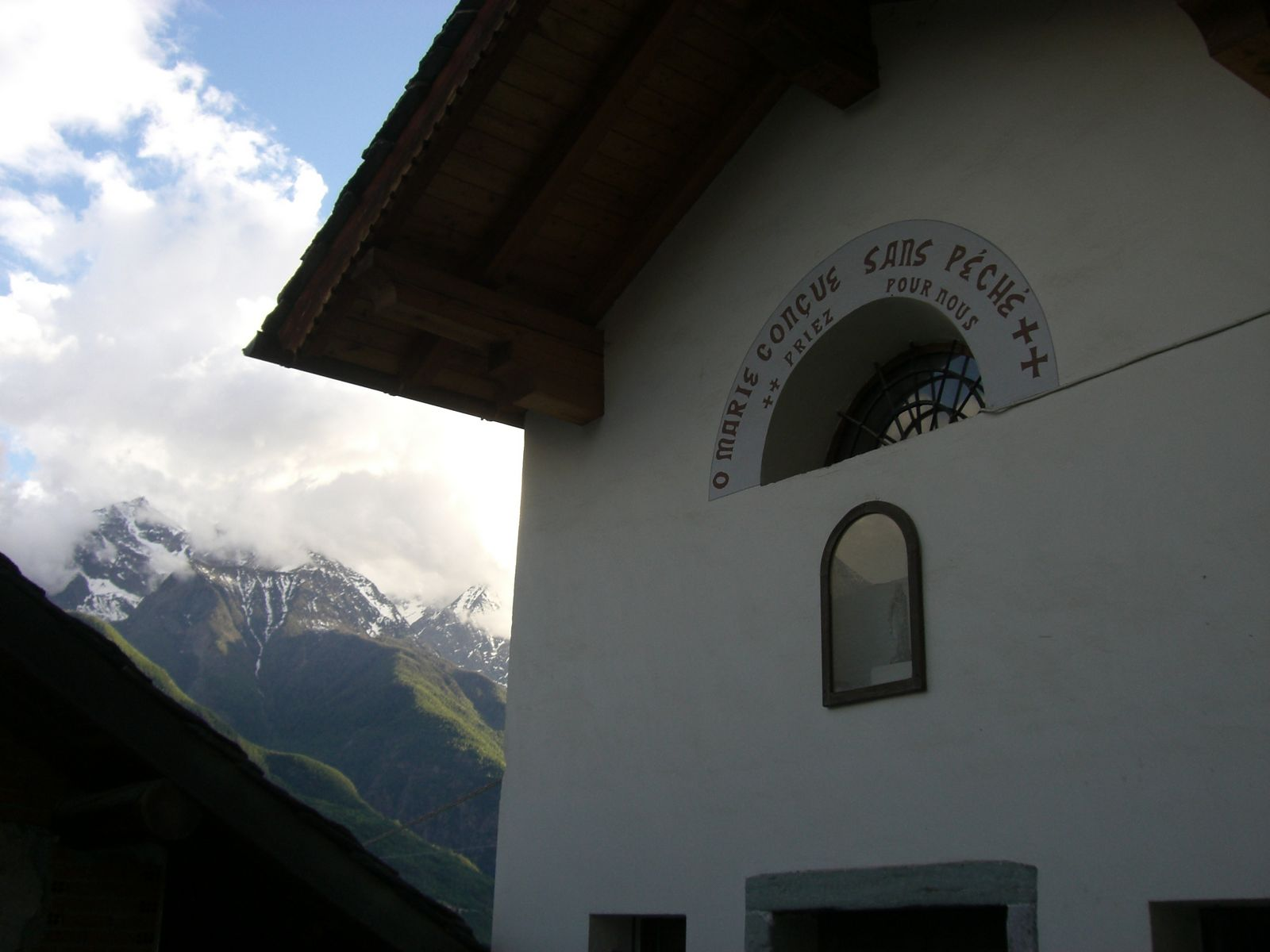
Particolare della facciata della chiesa di Messigné
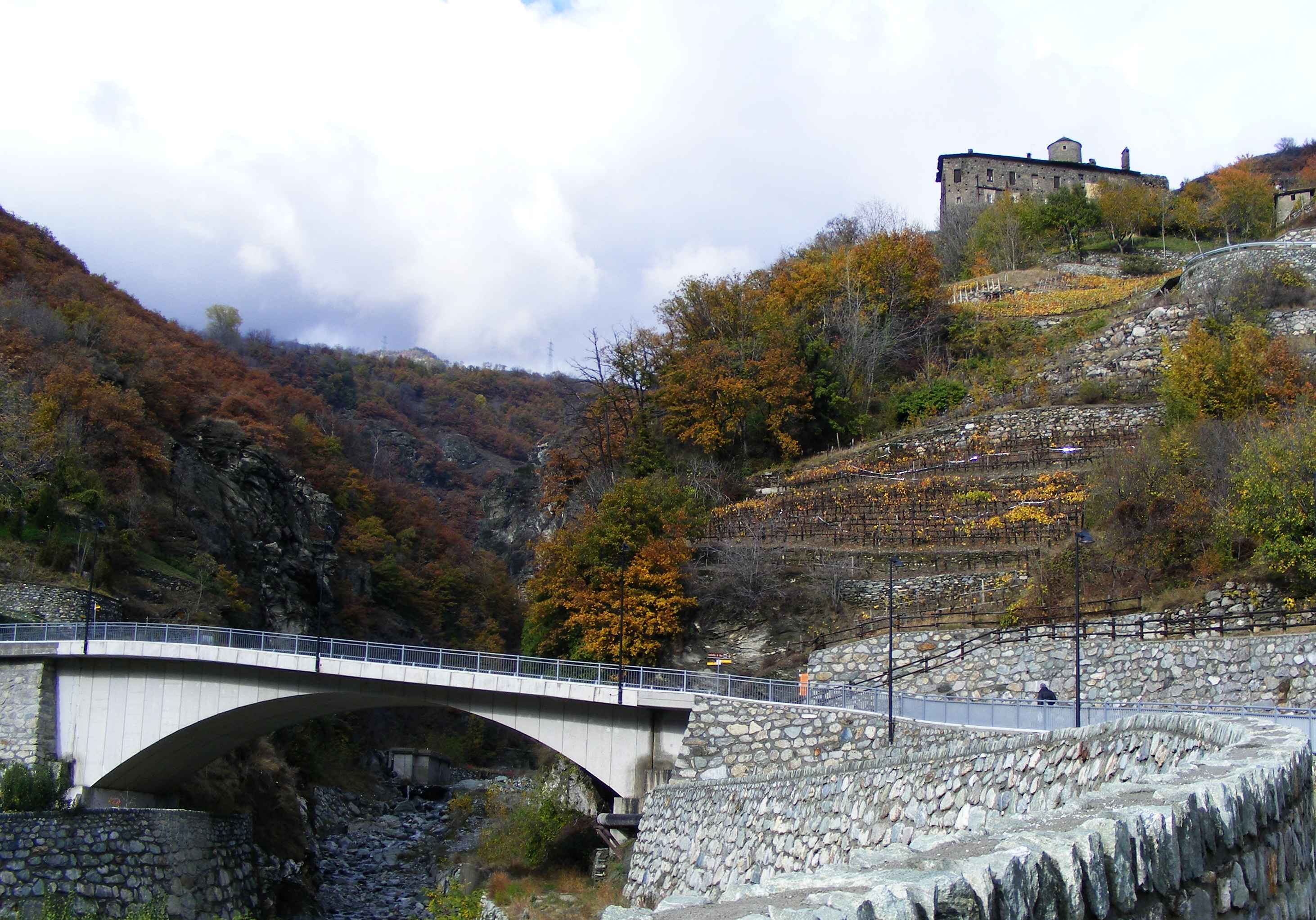
Il ponte sul torrente Saint-Barthélemy e il castello di Nus
Il Municipio